# ドリームチケット
ドリームチケット（DREAM TICKET）は、日本のアダルトビデオメーカー。

## 概要
2002年に誕生。巨乳、美脚、高身長にこだわった女優を起用した。またハメ撮りや主観撮りなどにより、生々しい映像に特化した作品を送り出した。初期は「THE巨乳」、「RQueen」などのシリーズが人気となった。
2006年からは「脅迫スイートルーム」シリーズがスタート、陵辱メーカーとしても知られるようになった。その後調教色を強めてさらにハードとなった「しつけてください 若妻・奴隷志願」シリーズが出された。
2007年には、「制服美少女と性交」シリーズを出した（プロデュース、監督：喜多郎）。また「白衣の天使と性交」シリーズも出された。また「微乳A とっても感じる小っちゃいおっぱい」は他のメーカーにも微乳ブームを起こした。
単体女優ものからフェチものまで幅広く取り扱っている。
プロデューサーであるG-REMIXは「マーケティングリサーチよりも、監督がエロいというものをとってもらいたいというメーカー」と自社イメージを語っている。

## 受賞歴
AVグランプリ2009の萌え作品部門において、『ロリータ美少女と性交 アリス』で優勝賞を受賞。

## レーベル（シリーズ）
- Cappuccino（東京GalsベロCityシリーズ）
- 脅迫スイートルーム[4]

### 過去
- ERO BODY（エロボディシリーズ）
- ☆（BOING.シリーズ）
- G（Gals Glamourousシリーズ）
- HORNET（WOMANシリーズ）
- Chocolate （制服カメラシリーズ）
- Material（浮気録画【公開不倫ナマ素材】シリーズ）
- CUT（撮り下ろし4時間シリーズ）
- Relax（英國給仕シリーズ）
- SWITCH（「R*Queen」他）
- Gothic（Dollsシリーズ）
- PORNO
- ex[1]
- STING（「SWIMMER’S 現役、競泳水着。」他）
- SPIRAL（「GOLDEN LUCKY!!」他）
- Chick（VIRGIN MOVEシリーズ）
- GRIP（「CLUB VINUS」他）

## 主な出演者
- 立花くるみ（2012年7月デビュー）
- 日向あい（2011年11月デビュー）
- 月島うさぎ（2010年5月改名デビュー）
- 鈴木ありす（2008年8月デビュー）
- 葉山リカ（佑梨恵）（2004年専属デビュー -2005年3月、最多出演者）